# Episodi di Gossip Girl (sesta stagione)
La sesta e ultima stagione della serie televisiva Gossip Girl è stata trasmessa sul canale statunitense The CW dall'8 ottobre al 17 dicembre 2012.
In Italia la sesta stagione è stata trasmessa in prima visione assoluta dal 5 febbraio al 5 marzo 2013 sul canale pay Mya e su Italia 1 dal 7 dicembre 2013 al 4 gennaio 2014, con due episodi per volta.
| Nº | Titolo originale             | Titolo italiano                  | Prima TV USA     | Prima TV Italia  |
| -- | ---------------------------- | -------------------------------- | ---------------- | ---------------- |
| 1  | Gone Maybe Gone              | Cercasi Serena disperatamente    | 8 ottobre 2012   | 5 febbraio 2013  |
| 2  | High Infidelity              | Alta infedeltà                   | 15 ottobre 2012  | 5 febbraio 2013  |
| 3  | Dirty Rotten Scandals        | La sfilata dello scandalo        | 22 ottobre 2012  | 12 febbraio 2013 |
| 4  | Portrait of a Lady Alexander | Il ritratto di Lady Alexander    | 5 novembre 2012  | 12 febbraio 2013 |
| 5  | Monstrous Ball               | Il ballo delle debuttanti        | 12 novembre 2012 | 19 febbraio 2013 |
| 6  | Where the Vile Things Are    | Il paese delle creature selvagge | 19 novembre 2012 | 19 febbraio 2013 |
| 7  | Save the Last Chance         | L'ultima occasione               | 26 novembre 2012 | 26 febbraio 2013 |
| 8  | It's Really Complicated      | È davvero complicato             | 3 dicembre 2012  | 26 febbraio 2013 |
| 9  | The Revengers                | Non salire su quell'aereo!       | 10 dicembre 2012 | 5 marzo 2013     |
| 10 | New York, I Love You XOXO    | New York, I Love You XOXO!       | 17 dicembre 2012 | 5 marzo 2013     |

## Cercasi Serena disperatamente
- Titolo originale: Gone Maybe Gone
- Diretto da: Mark Piznarski
- Scritto da: Josh Schwartz e Stephanie Savage

### Trama
Mentre Nate ha passato l'estate a New York costruendo un articolo per smascherare Gossip Girl e Dan è stato in Toscana a scrivere il suo romanzo insieme a Georgina, Blair e Chuck, dopo essersi promessi di stare insieme una volta raggiunti i propri obiettivi, hanno trascorso le vacanze una a Parigi, l'altro a Dubai a indagare su un affare che Bart stava conducendo prima di fingere di morire. Il gruppo fa però ritorno nell'Upper East Side quando, tramite Lily, si scopre che Serena non si vede da quattro mesi e nessuno ha notizie di lei. Nate, certo che Gossip Girl non abbia perso di vista Serena nonostante non abbia parlato di lei da primavera, scambia il video che mostra la blogger rubare il computer di Serena in cambio d'informazioni: i cinque arrivano così a una villa nei boschi, dove trovano Serena a una festa in compagnia di Steven Spence, sua nuova fiamma. Temendo che la ragazza, che si fa chiamare da tutti Sabrina, stia per sposarsi, Blair e Georgina bloccano la festa rivelando la sua vera identità. In realtà, Serena si è rifatta una vita con Steven e dice a Blair di voler proseguire senza di lei; gli amici tornano quindi a New York senza essere riusciti a convincerla a tornare. Serena arriva comunque in città poco dopo con Steven, al quale racconta tutta la verità.
Intanto, Bart dà ad Amira, sua collaboratrice a Dubai, dieci milioni di dollari affinché non parli a Chuck dei suoi affari negli Emirati Arabi; Rufus, invece, viene sedotto da Ivy, ospite a casa sua dall'inizio dell'estate.
- Guest star: Sofia Black D'Elia (Sage Spence), Robert John Burke (Bart Bass), Andrea Gabriel (Amira Abbar), Barry Watson (Steven Spence), Roby Schinasi (Jean-Pierre), Aaron Schwartz (Vanya), Michelle Trachtenberg (Georgina Sparks)
- Significato del titolo: il titolo dell'episodio fa riferimento al film del 2007 Gone Baby Gone, arrivato in Italia con lo stesso titolo. Il titolo italiano, già utilizzato per l'episodio 1x15 della serie, fa riferimento, invece, al film Cercasi Susan disperatamente.
- Ascolti USA: 780.000 telespettatori[5]

## Alta infedeltà
- Titolo originale: High Infidelity
- Diretto da: Joe Lazarov
- Scritto da: Annemarie Navar-Gill

### Trama
Nate e Serena vedono Steven e Sage, la nuova fiamma di Nate, insieme in un bar e credono che tra di loro ci sia qualcosa. Mentre Nate lascia subito Sage per telefono, Serena decide di aspettare quella sera, dopo il galà del comitato per Central Park di cui è la madrina, prima di fare una scenata. Al galà, però, Nate e Serena scoprono che Sage in realtà è la figlia di Steven e che non studia giornalismo alla Columbia come aveva detto a Nate, ma ha diciassette anni e frequenta la Constance Billard.
Nel frattempo, Blair deve comparire in un articolo di Women's Wear Daily per presentare la nuova collezione della Waldorf Design, ma scopre che la giornalista incaricata dell'articolo è Nelly Yuki e che Poppy Lifton, che presenterà i suoi abiti nello stesso servizio, ha scelto i suoi stessi tessuti. Blair chiede quindi aiuto alle sue tirapiedi per sabotare Poppy, rubandole i vestiti, e, alla fine, decide di creare una nuova collezione per la sfilata che si terrà nel giro di dieci giorni. Parallelamente, Chuck scopre che Amira e suo padre hanno avuto una breve relazione e la donna, prima di andarsene, gli fa avere una foto del weekend che aveva passato con Bart nella quale si vede un uomo sconosciuto. Dan e Georgina, invece, cercano qualcuno che pubblichi il seguito di Inside, ma, quando nessuno accetta di acquistare la storia con i nomi originali dei personaggi, Dan accetta di venderlo a Nate.
- Guest star: Sofia Black D'Elia (Sage Spence), Robert John Burke (Bart Bass), Yin Chang (Nelly Yuki), Tamara Feldman (Poppy Lifton), Andrea Gabriel (Amira Abbar), Zuzanna Szadkowski (Dorota Kishlovsky), Barry Watson (Steven Spence), Alice Callahan (Jessica Leitenberg), Nan Zhang (Kati Farkas), Michelle Trachtenberg (Georgina Sparks).
- Significato del titolo: il titolo dell'episodio fa riferimento al film del 2000 High Fidelity, arrivato in Italia come Alta fedeltà.
- Ascolti USA: 780.000 telespettatori[6]

## La sfilata dello scandalo
- Titolo originale: Dirty Rotten Scandals
- Diretto da: Bart Wenrich
- Scritto da: Natalie Krinsky

### Trama
Blair organizza la sua sfilata di debutto e, avendo bisogno di una It Girl, chiede a Serena di farle da modella, ma la ragazza rifiuta perché ha promesso a Steven di far rigare dritto Sage: quest'ultima, infatti, ha iniziato a comportarsi da ribelle, marinando la scuola e rispondendo male, perché vuole separare il padre da Serena. A questo scopo, fa credere a Steven che Serena le abbia procurato un posto da modella alla sfilata di Blair e, mentre è in passerella, si sveste e sfila in intimo per far sfigurare Serena. Imitando quest'ultima, gli altri spettatori se ne vanno e la sfilata è un fallimento. Steven capisce, però, che la colpa non è di Serena e obbliga Sage a chiederle scusa, nonostante la ragazza non sia per nulla pentita.
Intanto, Nate pubblica sul sito dello Spectator il primo racconto del nuovo libro di Dan, incentrato sulla relazione tra Rufus e Ivy, che porta al giornale molto interesse da parte di lettori e inserzionisti. Rufus, però, rimane ferito dal comportamento del figlio, che non riconosce più; lo stesso Nate tronca i rapporti con Dan quando scopre che il libro proseguirà la sua pubblicazione su Vanity Fair. Nel frattempo, Chuck rintraccia l'uomo della foto datagli da Amira: si tratta di Dave Berger, ex guardia del corpo di Bart, che gli dice che quattro anni prima, a Dubai, Bart ha incontrato la misteriosa Lady Alexander.
- Guest star: Sofia Black D'Elia (Sage Spence), Yin Chang (Nelly Yuki), Zuzanna Szadkowski (Dorota Kishlovsky), Barry Watson (Steven Spence), Roby Schinasi (Jean-Pierre), Frances Turner (inserzionista), Gavin-Keith Umeh (Dave Berger).
- Significato del titolo: il titolo dell'episodio fa riferimento al film del 1988 Dirty Rotten Scoundrels, arrivato in Italia come Due figli di....
- Ascolti USA: 950.000 telespettatori[7]

## Il ritratto di Lady Alexander
- Titolo originale: Portrait of a Lady Alexander
- Diretto da: Andy Wolk
- Scritto da: Matt Whitney

### Trama
Blair e Chuck indagano su Lady Alexander, arrivando a scoprire che si tratta di un cavallo che Bart ha acquistato quattro anni prima per un milione di dollari dallo sceicco Hassan. La coppia si reca quindi al concorso ippico che si tiene a Stone Orchard per incontrare lo sceicco e sapere qualcosa di più: tramite Iman, la figlia, vengono a sapere che l'uomo era un grande amico di Bart e possedeva dei pozzi di petrolio in Sudan, la sua patria. Chuck e Blair deducono, quindi, che Bart ha finto la sua morte non per proteggere il figlio e Lily dal suo rivale in affari, ma perché ha violato l'embargo acquistando del petrolio dal Sudan.
Nel frattempo, a causa della pubblicazione di un nuovo capitolo del libro di Dan, Serena e Steven decidono di parlare dei propri ex in modo che non ci siano brutte sorprese quando verrà pubblicato il racconto con protagonista Serena. Al concorso ippico, quest'ultima scopre che Steven in passato è stato a letto con Lily. Intanto, Nate cerca di risollevare lo Spectator dai gravi problemi economici in cui si trova, mentre Georgina organizza a Dan alcuni appuntamenti con ragazze belle, ricche e intelligenti per sceglierne una con cui farsi vedere in giro per favorire la propria immagine. Il ragazzo, alla fine, abbandona il piano di Georgina e chiede ospitalità a Blair.
- Guest star: Hina Abdullah (Iman Hassan), Sofia Black D'Elia (Sage Spence), Robert John Burke (Bart Bass), Barry Watson (Steven Spence), Michelle Trachtenberg (Georgina Sparks).
- Significato del titolo: il titolo dell'episodio fa riferimento al film del 1996 The Portrait of a Lady, arrivato in Italia come Ritratto di signora.
- Ascolti USA: 660.000 telespettatori[8]

## Il ballo delle debuttanti
- Titolo originale: Monstrous Ball
- Diretto da: Amy Heckerling
- Scritto da: Sara Goodman

### Trama
Serena trova un anello di fidanzamento e si convince che Steven voglia farle la proposta di matrimonio al ballo delle debuttanti di Sage. Quest'ultima, però, chiede l'aiuto di Blair per rovinare tutto: in cambio, indosserà al ballo un vestito della Waldorf Design. Avendo solo un mese per trovare dei compratori, Blair accetta e instilla in Lily il dubbio che Serena non sia pronta per un passo del genere in modo che la donna dissuada Steven dal suo proposito. Intanto, Dan cerca di riconquistare Blair, ma Georgina lo minaccia di rendere pubblico il video che Serena ha girato di nascosto l'anno prima, in cui lui e la ragazza fanno l'amore, se non le consegnerà in fretta il capitolo del libro su Blair. Sage, non convinta che il piano di Blair possa avere successo, ruba il cellulare di Georgina e proietta il video nel corso del ballo: questo porta Steven a lasciare Serena, Nate a separarsi da Sage e Blair a cacciare di casa Dan. A fine serata, Blair apprende da Dorota che, nonostante il vestito di Sage sia piaciuto e ci siano dei compratori interessati, Eleanor sta arrivando a New York.
Nel frattempo, Chuck cerca di convincere Lily ad aiutarlo contro Bart, ma la donna vorrebbe invece che facessero pace. Il ragazzo si fa quindi aiutare da Ivy: quest'ultima, ancora intenta a cercare di rovinare Lily e lasciarla sola, s'intrufola a casa della donna per disseminare le prove di una visita di Chuck e far credere a Bart che il figlio e la moglie stiano tramando alle sue spalle. Quando il piano di Chuck viene scoperto, Lily si allontana da lui, ma Ivy gli dice di aver visto una misteriosa busta in mano a Bart.
- Guest star: Sofia Black D'Elia (Sage Spence), Robert John Burke (Bart Bass), Alice Callahan (Jessica Leitenberg), Zuzanna Szadkowski (Dorota Kishlovsky), Barry Watson (Steven Spence), Michelle Trachtenberg (Georgina Sparks).
- Significato del titolo: il titolo dell'episodio fa riferimento al film del 2001 Monster's Ball, arrivato in Italia come Monster's Ball - L'ombra della vita. Il titolo italiano è già stato utilizzato per l'episodio 3x09 della serie.
- Ascolti USA: 730.000 telespettatori[9]

## Il paese delle creature selvagge
- Titolo originale: Where the Vile Things Are
- Diretto da: Norman Buckley
- Scritto da: Dan Steele

### Trama
Rufus e Ivy si preparano per l'inaugurazione della nuova galleria d'arte, ma scoprono che non verrà quasi nessuno perché lo stesso giorno Lily ha organizzato una prestigiosa asta di beneficenza all'Art Production Fund. Grazie ai soldi di Ivy, però, fanno in modo che i due eventi vengano uniti, con grande disappunto di Lily. Intanto, Chuck scopre che la busta con i documenti che possono incriminare Bart per il traffico illecito di petrolio sudanese è nascosta dietro un quadro della collezione privata della madre adottiva. Il quadro, però, è stato messo all'asta e viene comprato da Rufus. Saputo da Chuck che il dipinto nasconde le prove per incriminare Bart, e rovinare Lily insieme a lui, Ivy glielo vende, ma, una volta portatolo a casa, il ragazzo scopre che i documenti sono spariti.
Nel frattempo, Eleanor torna a New York per cercare di risollevare il nome della Waldorf Design, associata al video hard di Dan e Serena, e chiede a Blair di far sparire completamente il suo lato oscuro, che la porta a prendere decisioni azzardate e infantili, basate sulla vendetta, come se frequentasse ancora il liceo. Amareggiata per la perdita della poltrona di presidentessa della compagnia e per le parole della madre, Blair si licenzia, ma poi chiede a Eleanor di tornare perché lei non riuscirà mai a sopprimere il suo lato oscuro, che è la sua creatività. La donna accetta di dare una seconda possibilità alla figlia, che decide di lanciare una linea per liceali ispirata all'uniforme della Constance Billard.
Contemporaneamente, Dan, ospite a casa di Lily, passa la giornata con Serena alla ricerca di una casa per sé e i due finiscono a letto insieme.
- Guest star: John Bolton (Bruce Caplan), Yin Chang (Nelly Yuki), Margaret Colin (Eleanor Waldorf-Rose), Marc Kudisch (Benedict Tate), Zuzanna Szadkowski (Dorota Kishlovsky).
- Significato del titolo: il titolo dell'episodio fa riferimento al film del 2009 Where the Wild Things Are, arrivato in Italia come Nel paese delle creature selvagge.
- Ascolti USA: 720.000 telespettatori[10]

## L'ultima occasione
- Titolo originale: Save the Last Chance
- Diretto da: Anna Mastro
- Scritto da: Jessica Queller

### Trama
Ivy rivela di essere in possesso dei microfilm che possono incriminare Bart e lancia una sfida a quest'ultimo e a Chuck: solo chi riuscirà a lasciare Lily senza niente e nessuno potrà averli. Si scopre, inoltre, che Ivy si sta facendo aiutare nel suo piano da William van der Woodsen, il suo amante, e che non ama veramente Rufus: quest'ultimo la vede baciare un altro uomo, senza capire che si tratta di William, e la caccia di casa. Poco dopo, Chuck illustra ad Ivy il suo piano per rovinare Lily: farà in modo che gli agenti federali le trovino addosso i microfilm, accusandola di complicità e mandandola in galera. In realtà, però, Chuck non intende davvero fare del male a Lily, ma le sue vere intenzioni vengono svelate a Bart da Nate, che ha scoperto che il padre del suo migliore amico ha finanziato lo Spectator e ora lo ricatta, minacciando di denunciarlo per aver falsificato i bilanci del giornale. Con le informazioni avute da Nate, Bart avverte Ivy dell'inganno di Chuck e la ragazza accetta di dare all'uomo i microfilm, ma scopre che Rufus glieli ha presi dalla borsa mentre lei radunava le sue cose per andarsene di casa. Rufus consegna i microfilm a Lily, che li brucia nonostante le preghiere di Chuck.
Intanto, Dan e Serena decidono di chiedere ammenda alle persone che hanno ferito prima di rivelare a tutti la loro nuova relazione. Blair accetta le scuse della sua migliore amica e chiede il suo aiuto per fare in modo che delle liceali in vista partecipino all'evento in cui presenterà la sua nuova collezione. Le due ragazze decidono di far credere a Sage che il padre e Serena siano tornati insieme in modo che si rivolga a Blair per farli separare. In cambio dell'aiuto domandato da Sage, Blair le chiede di farle incontrare le regine delle altre quattro scuole private di Manhattan per invitarle all'evento. La collezione di Blair ha così un grande successo e il nome della Waldorf Design è risollevato, ma Chuck le dice che non potranno mai stare insieme perché lui non ha più modo di vendicarsi del padre dopo che i microfilm sono andati distrutti.
- Guest star: William Baldwin (William van der Woodsen), Sofia Black D'Elia (Sage Spence), Robert John Burke (Bart Bass), Yin Chang (Nelly Yuki), Zuzanna Szadkowski (Dorota Kishlovsky), Michelle Trachtenberg (Georgina Sparks).
- Significato del titolo: il titolo dell'episodio fa riferimento al film del 2001 Save the Last Dance, arrivato in Italia con lo stesso titolo.
- Ascolti USA: 840.000 telespettatori[11]

## È davvero complicato
- Titolo originale: It's Really Complicated
- Diretto da: John Stephens
- Scritto da: Jake Coburn

### Trama
Approfittando dell'assenza di Bart e Lily, Dan e Serena organizzano il pranzo del Ringraziamento a casa van der Woodsen invitando Blair, Nate e Chuck. Alla festa si presentano anche Steven e Sage, incontrati da Serena al supermercato, Lily e Bart, il cui volo è stato cancellato, e Georgina, imbucatasi per convincere Dan a mostrarle il capitolo su Serena che lui ha inviato a Vanity Fair senza farglielo leggere. Nel corso dei festeggiamenti, il racconto di Dan viene pubblicato, rivelando che tra lui e Serena c'è una relazione falsa: ferita e umiliata, la ragazza gli chiede spiegazioni, apprendendo che Dan ha scelto di diventare egoista e di farsi odiare dai suoi amici per poter far parte dell'Upper East Side. Così quando Dan se ne sta per andare da casa di Serena, Nate si alza dalla sedia e gli dà un pugno.
Intanto, mentre Chuck si è ormai convinto di non poter far nulla per contrastare il padre, Blair e Nate scoprono che il direttore commerciale delle industrie Bass, uno dei pochi a conoscere le attività illecite di Bart, è annegato cadendo da uno yacht dei Bass. Decidono, quindi, di trovare le prove che Bart abbia ucciso Caplan e lo sceicco Hassan affinché Lily aiuti Chuck a compiere la sua vendetta: indagando, riescono a scoprire che la macchina su cui lo sceicco è morto era stata fornita dai Bass. Senza far sospettare nulla al marito, della cui colpevolezza si è ormai convinta, Lily chiama Chuck di nascosto chiedendogli scusa e mettendolo in guardia contro Bart.
- Guest star: Sofia Black D'Elia (Sage Spence), Robert John Burke (Bart Bass), Zuzanna Szadkowski (Dorota Kishlovsky), Barry Watson (Steven Spence), Michelle Trachtenberg (Georgina Sparks).
- Significato del titolo: il titolo dell'episodio fa riferimento al film del 2009 It's Complicated, arrivato in Italia come È complicato.
- Ascolti USA: 790.000 telespettatori[12]

## Non salire su quell'aereo!
- Titolo originale: The Revengers
- Diretto da: Patrick Norris
- Scritto da: Sara Goodman e Natalie Krinsky

### Trama
Bart sta per essere premiato come uomo dell'anno del mercato immobiliare e Blair, Serena, Chuck e Nate decidono di richiamare in città Ivy per far credere all'uomo che la ragazza possa aver fatto delle copie dei microfilm che lo incastrano per i suoi traffici illeciti. Bart, però, intuisce che Nate sta aiutando Chuck e lo fa arrestare per frode fiscale: l'unico modo che Chuck ha per liberare l'amico è partire per Mosca e non tornare mai più a New York. Inizialmente restio, il ragazzo è costretto ad accettare quando il padre minaccia di far del male a Blair. Durante la premiazione di Bart, Blair apprende al telegiornale che l'aereo con a bordo Chuck si è schiantato, ma il ragazzo in realtà è ancora vivo e si presenta alla festa grazie all’aiuto di Dan, accusando pubblicamente Bart di aver cercato di ucciderlo. Portato dalla sicurezza sulla terrazza dell'edificio, Chuck ha un'accesa discussione con il padre che culmina con le mani, durante la quale Bart precipita (mentre Chuck restio lo guarda) e muore. Chuck e Blair, sopraggiunta pochi minuti prima, scappano, mentre Serena si reca all'aeroporto per trasferirsi per sempre a Los Angeles, Dan le mette una misteriosa busta tra le valigie.
- Guest star: Hina Abdullah (Iman Hassan), Sofia Black D'Elia (Sage Spence), Robert John Burke (Bart Bass), Sam Robards (Howie 'Il Capitano' Archibald), Michelle Trachtenberg (Georgina Sparks).
- Significato del titolo: il titolo dell'episodio fa riferimento al film del 2012 The Avengers, arrivato in Italia con lo stesso titolo.
- Il sogno di Blair che apre l’episodio è un omaggio al film Sciarada del 1963 con Audrey Hepburn, già menzionato nel primo episodio della seconda stagione.
- Ascolti USA: 1.060.000 telespettatori[13]

## New York, I Love You XOXO!
- Titolo originale: New York, I Love You XOXO
- Diretto da: Mark Piznarski
- Scritto da: Stephanie Savage

### Trama
Chuck è ricercato dalla polizia come persona informata sulla morte di Bart, e si nasconde in un hotel con Blair. Jack suggerisce ai due di sposarsi perché, come stabilisce la legge, una moglie non può essere costretta a testimoniare contro il marito, dal momento che Blair sarebbe l'unica testimone della morte di Bart. Coinvolgendo gli amici in segreto per non farsi scoprire dalla polizia, la coppia organizza in fretta la cerimonia, riuscendo a sposarsi poco prima del sopraggiungere degli agenti: non essendoci prove sufficienti, però, la morte di Bart viene archiviata come incidente. 
Intanto, Serena, in partenza per Los Angeles, trova nella sua valigia un'altra versione del capitolo scritto da Dan su di lei, nel quale il ragazzo le dichiara tutto il suo amore, e decide di restare a New York. Poco dopo, Dan consegna a Nate il capitolo finale del suo libro, nel quale rivela a tutti di essere Gossip Girl perché in qualche modo voleva entrare a far parte del mondo di Serena. Inizialmente sbigottiti dalla notizia, gli amici alla fine lo perdonano.
Cinque anni dopo, nel 2017, tutti i personaggi principali, compresi Jenny ed Eric, sono radunati per il matrimonio di Dan e Serena: Chuck e Blair, che continua la sua carriera nella moda e ha avviato un progetto con Jenny, hanno un figlio, Henry; Nate gestisce con successo lo Spectator ed è in testa ai sondaggi come futuro sindaco di New York; Georgina e Jack Bass stanno insieme; Lola recita con Olivia nel film ispirato all'autobiografia di Ivy; Lily è tornata con William e Rufus ora ha una relazione con Lisa Loeb.
- Guest star: William Baldwin (William van der Woodsen), Sofia Black D'Elia (Sage Spence), Margaret Colin (Eleanor Waldorf-Rose), Desmond Harrington (Jack Bass), Connor Paolo (Eric van der Woodsen), Wallace Shawn (Cyrus Rose), Zuzanna Szadkowski (Dorota Kishlovsky), Taylor Momsen (Jenny Humphrey), Michelle Trachtenberg (Georgina Sparks), Katie Cassidy (Juliet Sharp), Willa Holland (Agnes Andrews), Rachel Bilson (se stessa), Kristen Bell (se stessa).
- Significato del titolo: il titolo dell'episodio fa riferimento al film del 2009 New York, I Love You, arrivato in Italia con lo stesso titolo.
- Ascolti USA: 1.550.000 telespettatori[14]